# ایوان دوورنی
ایوان دوورنی (Иван Васильевич Дворный؛ ۵ ژانویهٔ ۱۹۵۲ – ۲۱ سپتامبر ۲۰۱۵) بازیکن بسکتبال اهل اتحاد جماهیر شوروی سوسیالیستی بود.
از باشگاه‌هایی که در آن بازی کرده‌است می‌توان به اشاره کرد.
وی در مسابقات کشوری و بین‌المللی در مجموع برندهٔ ۱ مدال طلا شده‌است.